# Arenele BNR
Les Arenele BNR (en anglais : BNR Arenas) sont un complexe de tennis situés à Bucarest en Roumanie. Ils reçoivent l'Open de Roumanie et l'Open de Bucarest. Le stade a une capacité de 5000 sièges[réf. nécessaire] et contient 11 courts. Ils sont nommés d'après la Banque nationale de Roumanie (BNR).

### Source de la traduction
- (en) Cet article est partiellement ou en totalité issu de l’article de Wikipédia en anglais intitulé « Arenele BNR » (voir la liste des auteurs).